# Cuautitlán (estación)
Cuautitlán es la terminal norte del Ferrocarril Suburbano de la Zona Metropolitana del Valle de México.
Se ubica en el Municipio de Cuautitlán, Estado de México.

## Historia
La antigua estación ferroviaria de Cuautitlán fue construida alrededor de 1880; la nueva estación se construyó a 100 metros (330 pies) de la anterior. La estación Cuautitlán fue inaugurada el 5 de enero de 2009 como parte del segundo tramo del sistema 1 del Ferrocarril Suburbano de la Zona Metropolitana del Valle de México, en dirección a la Estación Buenavista en la Ciudad de México.
El 1 de abril de 2019, siete personas asaltaron la taquilla de la estación.

## Información general
EL ícono representa una simplificación de la cruz del atrio del Antiguo Convento de Cuautitlán, la ahora Catedral de San Buenaventura.
Esta entidad fue catequizada por los misioneros franciscanos, quienes en el año de 1527 edificaron un convento, anexándole en 1640 una magnífica iglesia que ahora tiene la categoría de catedral que fue dedicada a San Buenaventura.
Con el paso del tiempo el convento se destruyó y la iglesia se modificó llegando a tener un nuevo edificio, ahora la fachada presenta un entablamiento de los elementos que tienen sus tres cuerpos y entrecalles, realizados con estilo barroco de finales del siglo XVIII, aunque la catedral ha perdido los retablos originales, aún existen cuatro grandes pinturas murales muy valiosas junto al altar principal.
Su altar principal tiene tres nichos y varias pinturas al óleo realizadas por renombrados artistas de la época de la colonia, su estilo es barroco con columnas salomónicas en las entrecalles, todo está cubierto con laminilla de oro. La nave tiene dos capillas interiores también con magníficos altares, la torre campanario presenta dos pisos para campanas.

## Conectividad

### Conexiones
Existen conexiones con las estaciones y paradas de diversos sistemas de transporte:
- La estación cuenta con un CETRAM.